# Óblast de Akmolinsk
Akmólinsk era una óblast (provincia) del Imperio ruso. Se correspondía aproximadamente a la mayoría del actual norte de Kazajistán y la parte del sur de la óblast de Omsk en Rusia. Formaba parte del anterior Kanato Kazajo. Fue creado tras la división de la óblast de Siberia kirguisa en las óblasts de Akmola y Semirechye el 21 de octubre de 1868. Su capital era Omsk y constaba de los uyedz de Akmólinsk, Atbasar, Kokchetav, Omsk y Petropávlovsk. Limitaba con la gobernación de Tobolsk al norte, óblast de Semipalátinsk al este, óblast de Semirechye al nordeste, óblast de Sir Dariá al sur, óblast de Turgay al suroeste y la gobernación de Oremburgo al noroeste.

## Demografía
Para 1897, 682 608 personas poblaban la óblast. Los kazajos constituían la mayoría de la población. Las minorías significativas constaban de rusos y ucranianos. El total de hablantes túrquicos era de 438,889 (64%).

### Grupos étnicos en 1897
| Total      | 682,608 | 100%  |
| ---------- | ------- | ----- |
| Kazajos    | 427,389 | 62.6% |
| Rusos      | 174,292 | 25.5% |
| Ucranianos | 51,103  | 7.5%  |
| Tártaros   | 10,819  | 1.6%  |

Fuente:
Después de la derrota del Ejército Blanco en la Guerra Civil Rusa, fue rebautizado como gobernación de Omsk el 3 de enero de 1920.